# Astronomische Ortsbestimmung

Astronomische „Ortsbestimmungen“ auf der Erde sind eigentlich Richtungs-bestimmungen auf der Himmelskugel

Als Astronomische Ortsbestimmung wird traditionell die Bestimmung der geografischen Breite und Länge mittels astronomischer Winkel- und Zeitmessungen bezeichnet.
Der Name „Orts-Bestimmung“ ist etwas irreführend, weil nicht der Standort selbst, sondern seine Lotrichtung ermittelt wird. Der Begriff hat sich aber vor etwa 200 Jahren in der Geografie und bei wissenschaftlichen Expeditionen eingebürgert, weil er damals die einzige Methode darstellte, ohne Hilfe von außen eine unbekannte Position auf etwa 1 km genau einzumessen. Eigentlich handelt es sich um die Bestimmung der astronomischen Breite und Länge, d. h. einer Richtungsbestimmung der physikalischen Lotrichtung relativ zur rotierenden Erdachse und zur astronomischen Meridianebene von Greenwich (oder einer anderen Sternwarte).

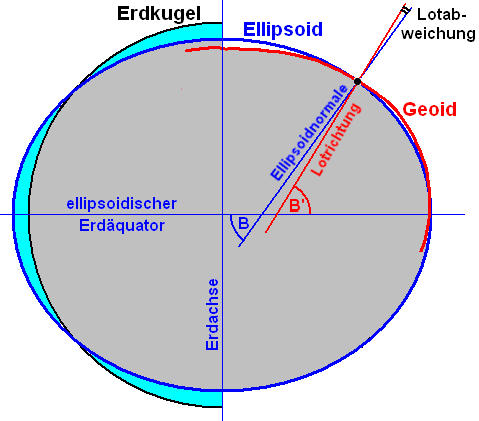
Die Lotabweichung bewirkt eine scheinbare Breiten- bzw. Ortsverschiebung, die bei durchschnittlich 20" bereits 620 Meter beträgt. Die Winkel B und B' sind die geografische bzw. die astronomische Breite.

Der Grund, warum die A.O. keine Ortsbestimmung im eigentlichen Sinn ist, sondern nur eine Richtungsmessung, liegt in der Lotabweichung. Diese Ablenkung des Lotes (bzw. des darauf senkrechten Geoids = Meeresspiegels) von seiner mathematischen Lage ist eine Folge der Massenverteilung auf und innerhalb des Erdkörpers. Sie kann im Hochgebirge bis zu 50" betragen, was einen scheinbaren Ortsfehler von 1,5 Kilometer bedeuten würde (1 Bogensekunde im Erdmittelpunkt entspricht etwa 31 m auf der Erdoberfläche).

## Spezialartikel
Die Methoden der astronomischen Ortsbestimmung werden in folgenden Artikeln näher behandelt:
- Breitenbestimmung (geografische Breite)
- Längenbestimmung (geografische Länge)
- Zeitbestimmung (Ortssternzeit bzw. Ortszeit)